# Guiu Maria Camps i Reverter
Guiu Maria Camps i Reverter, nascut com a Jordi Camps i Reverter (Sant Vicenç dels Horts, Baix Llobregat, 19 de febrer de 1915 - Monestir de Montserrat, Monistrol de Montserrat, Bages, 15 de maig de 2001) fou un biblista, traductor i professor català.
Religiós benedictí, monjo de Montserrat des del 1932, s'ordenà de sacerdot el 1941, i es doctorà en teologia a la Universitat Pontifícia de Salamanca el 1951, i es llicencià a Roma en Escriptura per la Pontifícia Comissió Bíblica. Entre els anys 1954 i 1955 es traslladà a Palestina, on estudià especialment a l'École Biblique de Jerusalem. Ensenyà a Montserrat i a la Facultat de Teologia de Catalunya de Sant Cugat del Vallès. Entre els anys 1937 i 1939 cursà estudis de teologia als monestirs belgues de Maredsous i Saint André les Bruges.
Publicà Bases de una metodologia teológica (1954), Grammatica syriaca (1954) i Grammatica aramaico-bíblica (1959). Posteriorment, col·laborà en la Bíblia de Montserrat (traducció, comentari notes de l'Apocalipsi el 1958, i de l'Evangeli segons sant Mateu el 1963), en l'Enciclopedia de la Biblia (Barcelona 1963), en el Dictionnaire de la Bible (París 1961), i en l'edició de butxaca de la Bíblia de Montserrat (1960-69). El 1960 succeí Bonaventura Ubach en el càrrec de conservador del Museu Bíblic de Montserrat. Fou l'encarregat de la secció bíblica de la Comissió Interdiocesana de Versions Litúrgiques al Català i coautor de l'edició crítica internacional del Llibre dels proverbis, de la Pesittà (versió siríaca de la Bíblia). Cofundador de l'Associació Bíblica de Catalunya (1963), tingué una participació destacada en l'elaboració de la Bíblia Catalana Interconfessional (1993). Entre els anys 1980 i 1984 va residir a Mallorca, com a prior de la petita comunitat benedictina de Santa Maria de Binicanella. Alla va dedicar-se a l'ensenyament de la Bíblia, sobretot al Centre d'Estudis Teològics de Mallorca (Cetem), adherit a la Facultat de Teologia de Barcelona.
En reconeixement de la seva tasca, el 1999 fou investit Doctor honoris causa per la Facultat de Traducció i d'Interpretació de la Universitat Autònoma de Barcelona.